# ビハチ

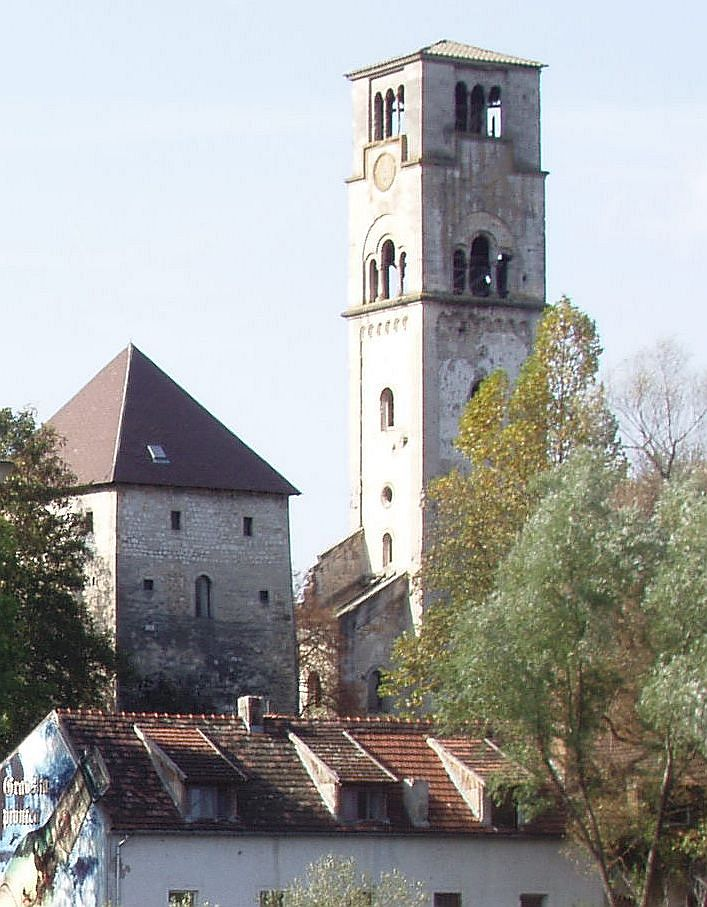
ビハチ塔（Bihaćka kula、左）、聖堂（右）、パブ（下）

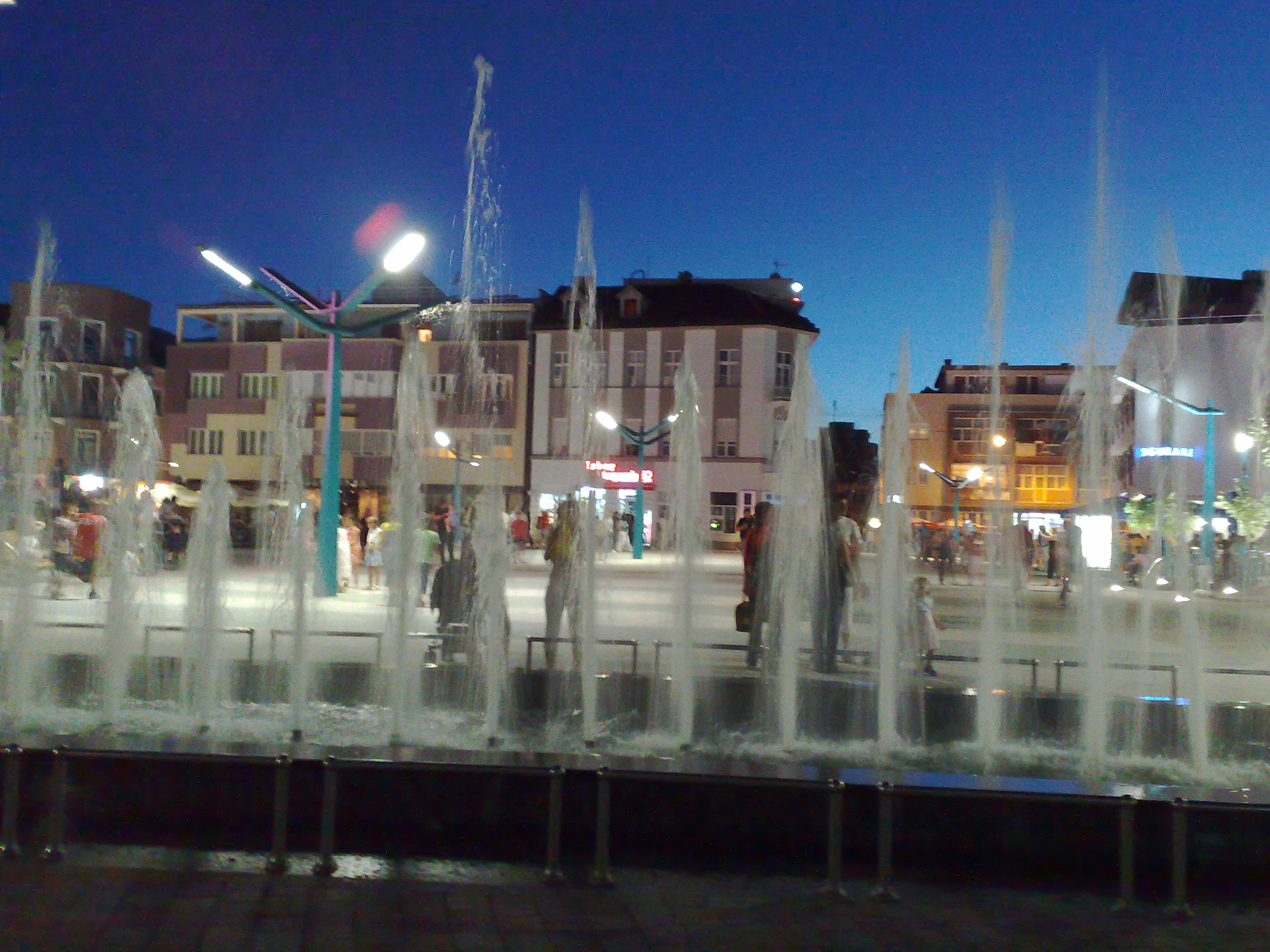
新広場（Novi trg）と噴水

ビハチ（ボスニア語:Bihać、クロアチア語:Bihać、セルビア語:Бихаћ）は、ボスニア・ヘルツェゴビナの町、およびそれを中心とした基礎自治体であり、同国の北西部に位置している。同国を構成する2つの構成体のうち、ボシュニャク人やクロアチア人を主体としたボスニア・ヘルツェゴビナ連邦に属し、ウナ＝サナ県の県都である。

## 歴史
町が登場する最古の文献は、1260年のクロアチア・トプスコ（Topusko）の所領を示した、ハンガリー王国のベーラ4世のものであり、1262年に自由都市となった。ビハチは一時期、ハンガリーとの同君連合にあったクロアチア王国の首都であったことがある。14世紀に自由都市の地位を失い、フランコパン家（Frankopan）の所領となった。16世紀にオスマン帝国との戦いが始まると、王国の直轄領とされた。その後1592年にオスマン帝国によって陥落されるまで抵抗を続けた。
ビハチ要塞はその後オスマン帝国の北西端の守りとなった。正教徒のセルビア人ヴラフ（Vlah）から改宗したハサン・パシャ・プレドイェヴィッチ（Hasan-pasha Predojević）を宰相とする、ビハチ州（sanjak）の中心となったが、後の1699年、オーストリアとの抗争が続く中でにボスニア州（1580–1867）に統合された。1865年、再びビハチ州の中心となったが、1878年にボスニアはオーストリア＝ハンガリー帝国の支配下となった。
その後平和な時代が続いたことは、1888年に町を取り巻いて辺縁から隔離していた城壁が取り払われたことからも分かる。新しい政府は学校や公共施設を建造し、町の発展は加速された。ユーゴスラビア王国建国後も西ボスニアの中心地として繁栄したが、1930年代の世界恐慌によって経済発展が阻害された。
第二次世界大戦中は、枢軸国・ファシスト勢力と戦っていた、ユーゴスラビア共産党を主体としたヨシップ・ブロズ・ティトー率いるパルチザンの拠点として機能した。1942年11月、ユーゴスラビア人民解放反ファシスト会議（AVNOJ）の第1回会合がこの地で開かれ、反ファシスト闘争の中心地となった。そのため、枢軸勢力から標的とされ、1943年にドイツ軍に再占領され、1945年にドイツが敗退するまで占領が続いた。
ビハチを中心とする地域は、ボスニア・ヘルツェゴビナ紛争の激戦地となった。この地域はボスニア・ヘルツェゴビナ共和国軍が支配していた一方、その周囲はセルビア人武装勢力に包囲され、3年間にわたって孤立していた。1995年夏にクロアチア共和国が、将軍アティフ・ドゥダコヴィッチ（Atif Dudaković）率いるボスニア・ヘルツェゴビナ共和国軍と共同で実施した嵐作戦によってクロアチアの勢力圏と結ばれ、長い包囲から解かれた。

## 住民構成
| ビハチ自治体の住民構成 |                 |                 |                 |
| 国勢調査               | 1991年          | 1981年          | 1971年          |
| ムスリム人             | 46,737 (66.07%) | 40,041 (61.09%) | 37,325 (64.14%) |
| セルビア人             | 12,689 (17.93%) | 11,093 (16.92%) | 12,096 (20.78%) |
| クロアチア人           | 5,580 (7.88%)   | 5,855 (8.93%)   | 6,824 (11.72%)  |
| ユーゴスラビア人       | 4,356 (6.15%)   | 7,364 (11.23%)  | 1,133 (1.94%)   |
| その他・不明           | 1,370 (1.93%)   | 1,191 (1.81%)   | 807 (1.38%)     |
| 合計                   | 70,732          | 65,544          | 58,185          |

## みどころ

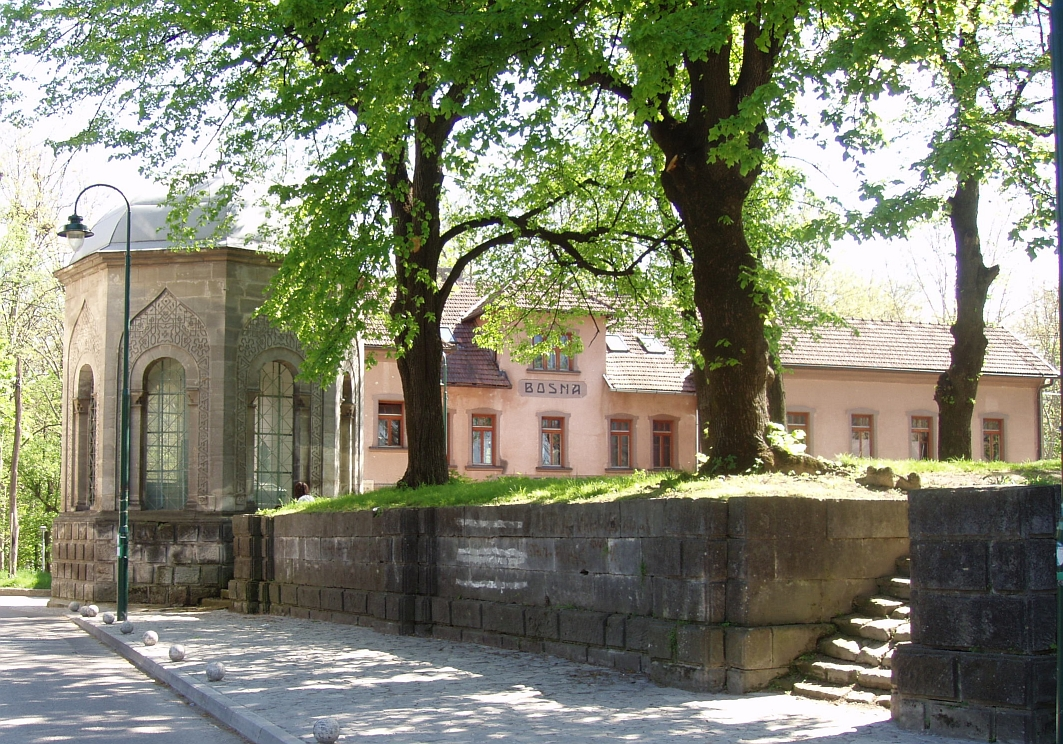
博物館と墳墓

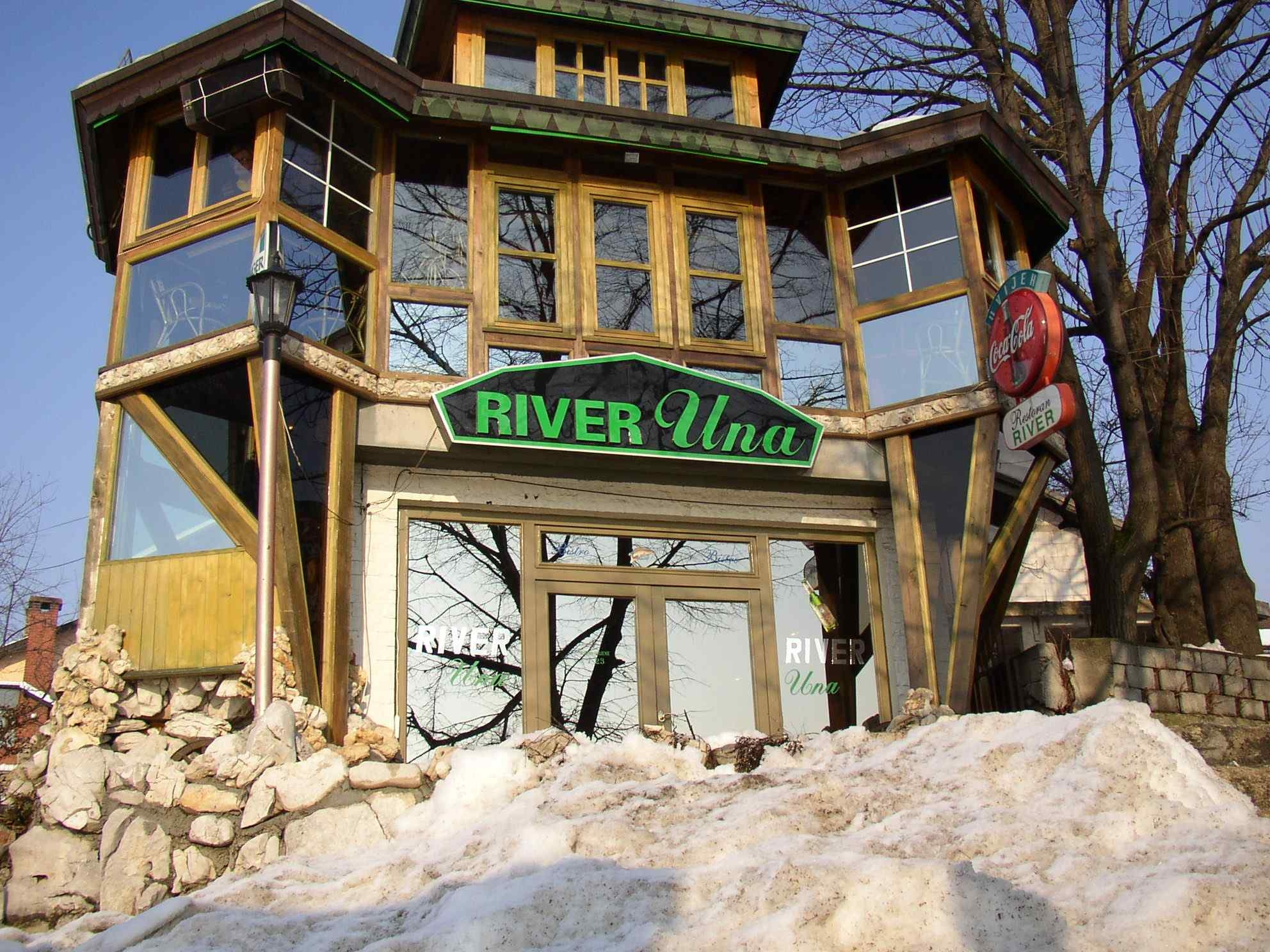
カファナ

ビハチとその周辺は、豊かな自然に恵まれている。町のあるウナ川渓谷はザグレブやダルマチア地方からのアクセスも容易である。ウナ川では毎年恒例のレガッタや、「ビハチの夏」という演劇の催しなどが開かれる。

## 国境
ビハチ自治体の領域はクロアチアとの国境に面しており、町の中心から西に向かったイザチチ（Izačić）付近（クロアチア側はプリトヴィチュカ・イェゼロ（Plitvička Jezera）自治体のリチュコ・ペトロヴォ・セロ（Ličko Petrovo Selo）である）、および町の中心から南に向かったリパチュ（Ripač）付近（クロアチア側はウジュレヴィチ（Užljebić）である）でクロアチアとの行き来が可能である。ビハチは、ザグレブからダルマチア地方に至る最短ルートの上にある。

## 教育
ビハチ大学は1997年に開設され、7つの学部（工学、経済学、法学、生物学、教育学、医学、イスラム教育学）がある。

## スポーツ
地元のサッカー・クラブとして、NKイェディンストヴォ・ビハチがある。

## 経済
ビハチにはプレミンガー（Preminger）ビール醸造所がある。また、主要な建物や道路の修復が進められている。

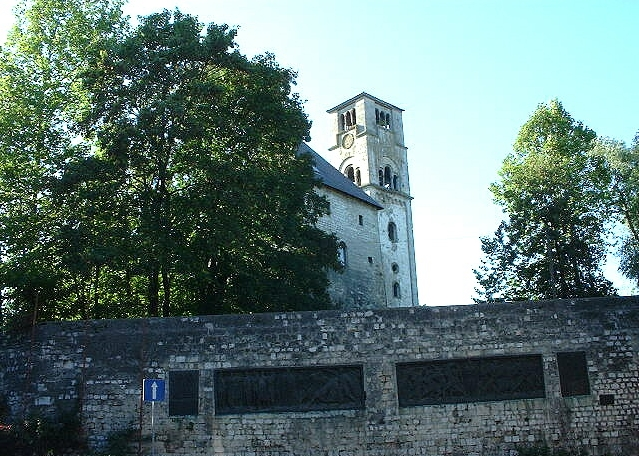
ビハチ塔
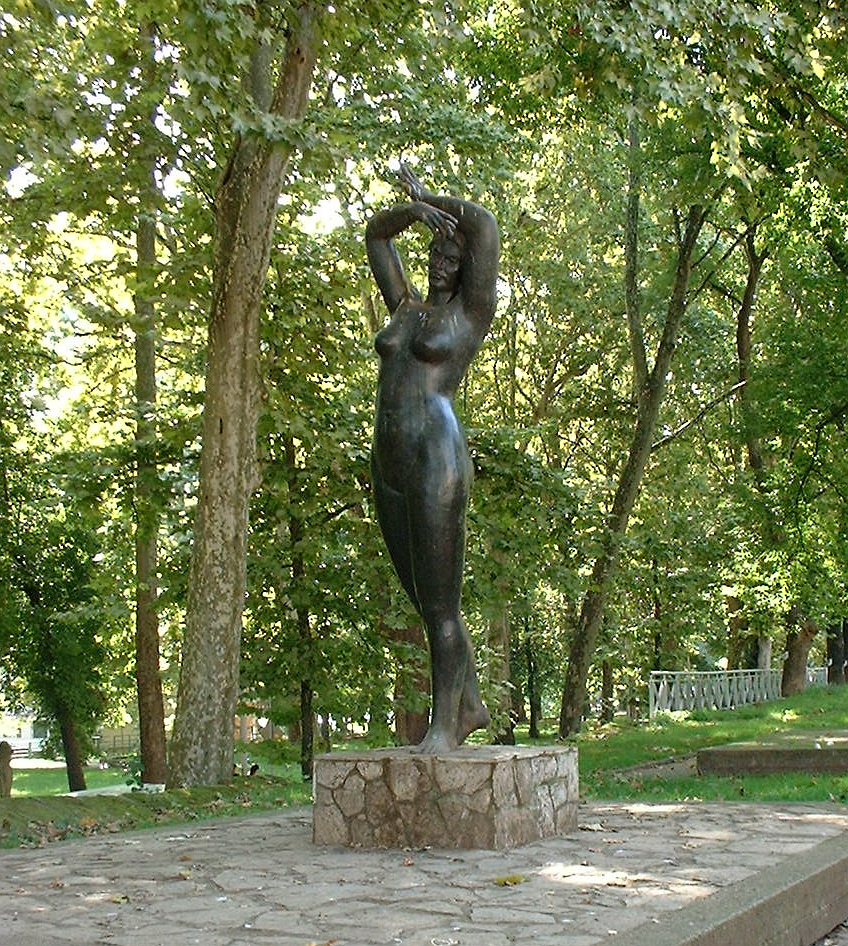
「ウナの娘」（djevojka sa Une）
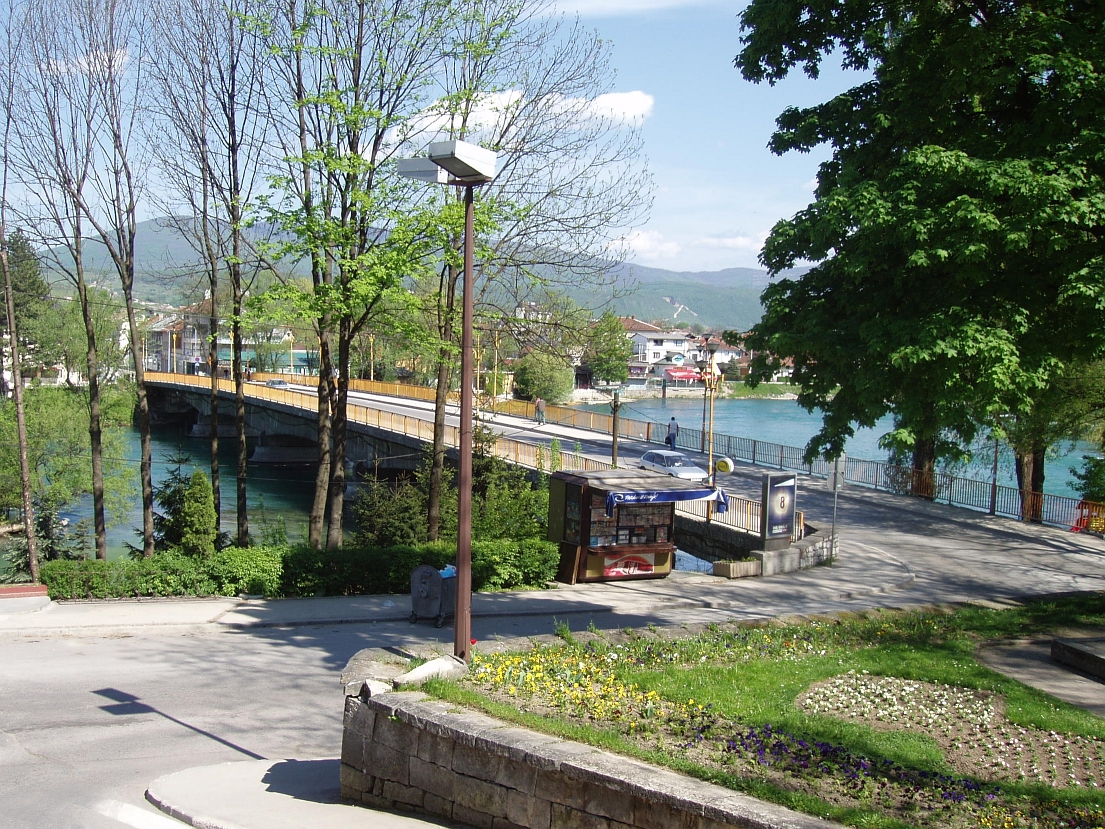
アリヤ・イゼトベゴヴィッチ橋
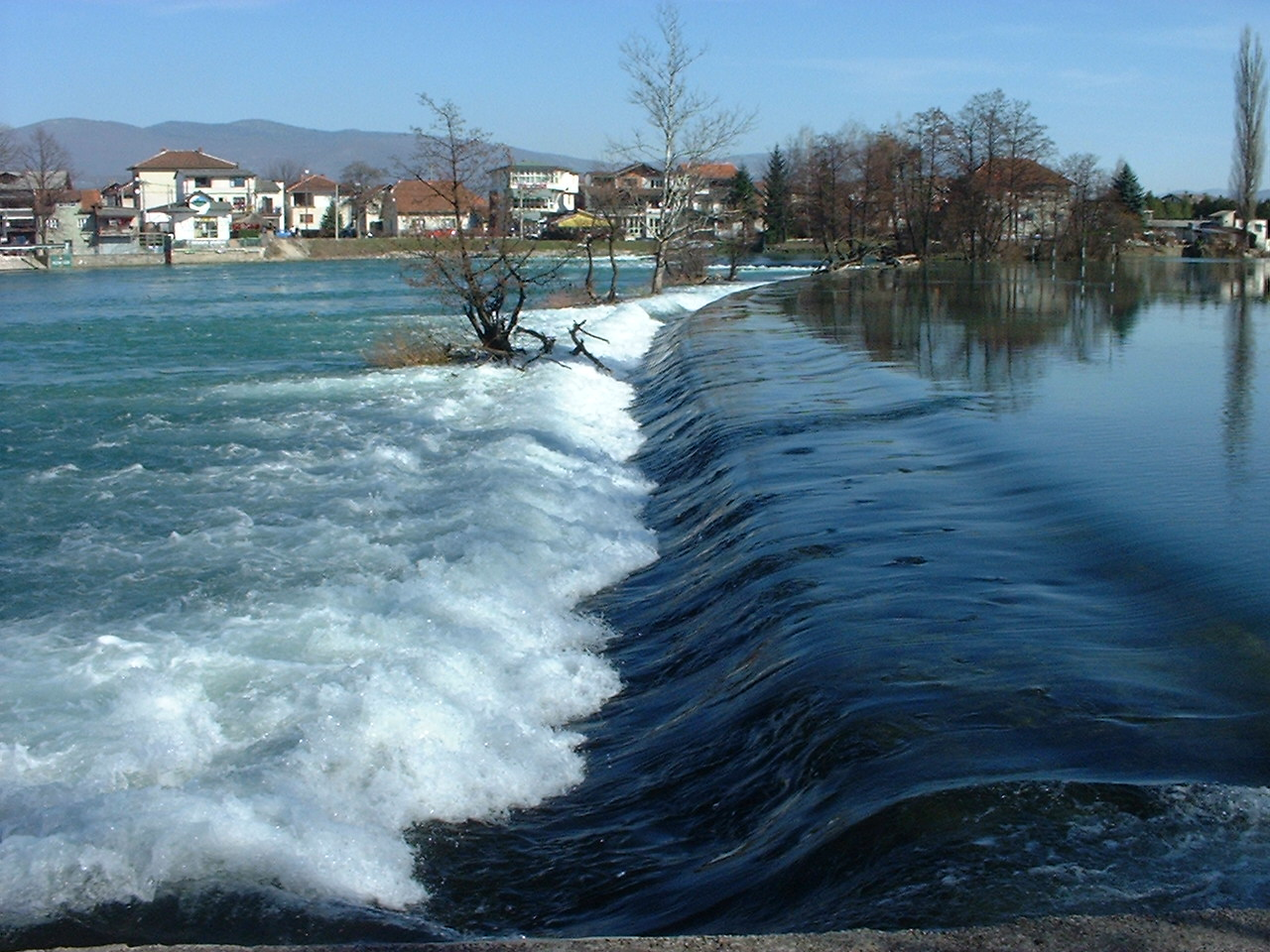
ビハチ近くのウナ川

## 出身者
- ズデンコ・コジュル - チェス選手